# 제망매가
제망매가(祭亡妹歌)는 신라의 승려 월명사가 지은 향가로, 《삼국유사》 권5 “월명사 도솔가조(月明師兜率歌條)”에 “월명이 죽은 누이를 위하여 부처에게 공양하는 재를 올리고 향가를 지어 제사를 지냈다.”라고 기록되어 있다. 박제천의 〈월명〉(月明)은 〈제망매가〉를 현대적으로 계승한 작품으로, 나뭇잎을 통해 깨달은 인생의 본질을 노래하고 있다. 나무를 떠나야만 하는 수많은 나뭇잎들을 통해 죽음의 세계로 떠나야 하는 인간 존재를 형상화하고 있다.

## 원문
| “ | 生死路隱(생사로은) 此矣有阿米次肹伊遣(차의유아미차힐이견) 吾隱去內如辭叱都(오은거내여사질도) 毛如云遣去內尼叱古(모여운견거내니질고) 於內秋察早隱風未(어내추찰조은풍미) 此矣彼矣浮良落尸葉如(차의피의부량락시엽여) 一等隱枝良出古(일등은지량출고) 去奴隱處毛冬乎丁(거노은처모동호정) 阿也彌陀刹良逢乎吾(아야미찰량봉호오) 道修良待是古如(도수량대시고여) | ” |
|   | |   |

## 김완진 해독
| “ | 생사(生死) 길흔 이ᅌᅦ 이샤매 머믓그리고 나ᄂᆞᆫ 가ᄂᆞ다 말ᄯᅩ 몯다 니르고 가ᄂᆞ닛고. 어느 ᄀᆞᅀᆞᆯ 이른 ᄇᆞᄅᆞ매 이ᅌᅦ 뎌ᅌᅦ ᄠᅳ러딜 닙ᄀᆞᆮ ᄒᆞᄃᆞᆫ 가지라 나고 가논 곧 모ᄃᆞ론뎌. 아야 미타찰(彌陀刹)아 맛보올 나 도(道) 닷가 기드리고다. 생사(삶과 죽음)의 길은 여기에 있으매 머뭇거리고 나는 간다는 말도 못다 이르고 갔는가? 어느 가을 이른 바람에 여기저기에 떨어지는 잎처럼 같은 나뭇가지(부모)에 나고서도 (네가) 가는 곳을 모르겠구나. 아아, 극락세계에서 만날 나는 도를 닦으며 기다리겠노라. | ” |
|   | |   |

## 조성훈 해독
| “ | 生死 길은 이ᄋᆡ 이사매 버글이고 난 가이에 맔도 읎ᄃᆞᆺ 니르고 가이닛고 어이 ᄀᆞᅀᆞᆯ 이른 ᄇᆞᄅᆞᄆᆡ 이ᄋᆡ뎌ᄋᆡ ᄠᅳ아딣 닙닷 ᄒᆞᄃᆞᆫ 가자 나고 가논 곧 모들온뎌 아야 彌陁刹아 맛보올 우리 道 다ᇧ아 기드리고에 생사의 길은 바로 옆에 있어 다음으로 이어지고 ‘난 가요’란 말도 없는 듯이 말하고 갑니까? 어이하여 가을 이른 바람에 이리저리 떨어지는 낙엽처럼 한 가지에 나고 가는 곳 모르는가? 아! 미타찰에서 만날 우리 도 닦아 (그 날을) 기다리겠습니다. | ” |
|   | |   |

## 해설
제망매가는 죽은 누이를 추모하는 작품이다. 죽은 누이에 대한 추모와 누이의 죽음으로 인한 슬픔과 그 극복의지를 담아내었으며 인간에게 피할 수 없는 운명인 죽음에 대한 두려움과 누이와의 사별에 따른 애절함을 종교적 구도로 승화한 작품이다. 제1~4구는 죽음의 비애에 대한 인식이며 제5~8구는 남매의 이산과 인생무상에 대한 서정적인 비유를 표현하였으며 제9~10구는 종교적 의지를 표현하였다.
1. ↑  Hwang, ByeongIk (2014). “Review on the Meaning of “Jemangmaega(祭亡妹歌)””. 《Eo-Mun-Lon-Chong》 (카누리어) (61): 195–220. doi:10.22784/eomun.2014..61.195. ISSN 1225-3928.